# Abborrtjärnen (Säters socken, Dalarna)
Abborrtjärnen är en sjö i Säters kommun i Dalarna och ingår i Dalälvens huvudavrinningsområde.